# Туманов, Игорь Николаевич
Игорь Николаевич Туманов (род. 17 июня 1939, Кобеляки, Полтавская область) — российский и украинский ученый, скульптор, преподаватель. Проживает и занимается творческой деятельностью в городе Львове. Общий научно-педагогический стаж Туманова И. Н. в высшей школе достигает 50 лет.

## Биография
Туманов И. Н. в 1961 году окончил Львовское училище прикладного и декоративного искусства им. И. Труша где получил квалификацию — художник-мастер. После службы в Советской армии в 1969 году окончил Львовский государственный институт прикладного и декоративного искусства, отделение Интерьер и оборудование. Квалификация — художник декоративного искусства.
Педагогическую деятельность начал в этом же институте в должности: преподаватель, ст. преподаватель кафедры рисунка.

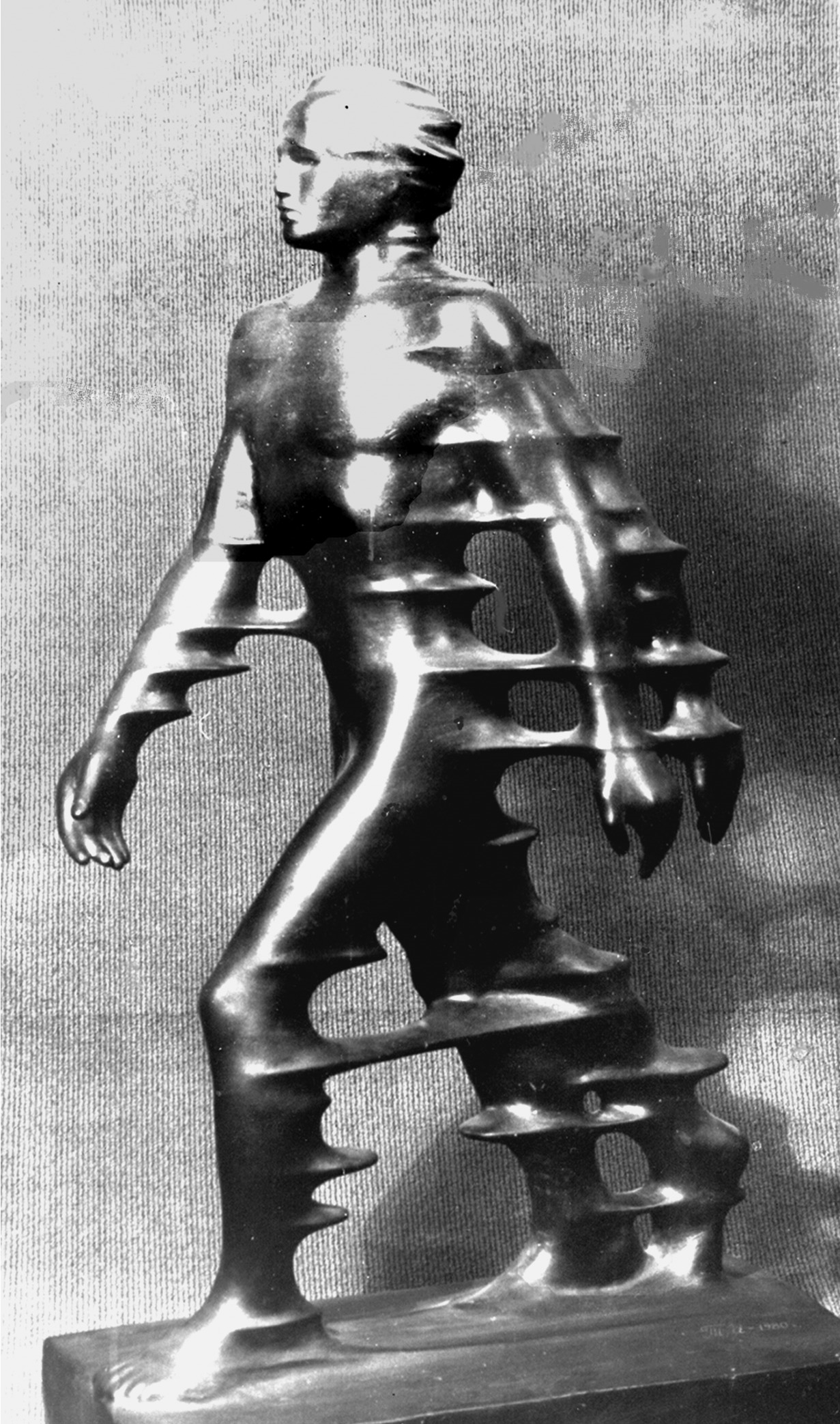
Шагающий, Туманов И. Н., 1982 г.

С 1982 г.. Туманов И. Н. в должности старшего преподавателя в Львовском полиграфическом институте кафедры Оформления и иллюстрация книг им. Ивана Федорова. В это время пишет диссертацию, которую защищает в 1992 году на историческом факультете Санкт-Петербургского государственного университета по теме: «Изобразительные приемы рисунка, структурно-типологический анализ, классификация, систематизация». После успешной защиты получает ученую степень кандидата искусствоведения по специальности 070012 — история искусств.
В 1998 году Туманов И. Н. заканчивает докторантуру при Львовской академии искусств. В этом же году ему присвоено ученое звание доцента по кафедре рисунка и живописи Волгоградского государственного педагогического университета в котором он работал с 1990 года по приглашению Таранова Н. Н., возглавляющего в то время кафедру на факультете искусств. Работая в этом университете, Туманов И. Н. в 2004 году в специализированном совете Московского педагогического государственного университета защищает докторскую диссертацию по теме: «Учебно-творческий подход в подготовке художника-педагога в условиях развития современной художественной культуры». В этом же 2004 году вступает в должность профессора.
С 2005 года Туманов И. Н. работает в должности профессора кафедры ландшафтной архитектуры Львовского национального лесотехнического университета. Второй раз готовит докторскую диссертацию и защищает в Национальном педагогическом университете им. М. П. Драгоманова (Киев) в 2008 году.
В связи с внесением изменений 12.07.2012 г.. К Соглашению о сотрудничестве в области аттестации научных и научно-педагогических кадров высшей квалификации между Кабинетом Министров Украины и Правительством Российской Федерации от 21 июня 2002 года, оба диплома доктора наук признаются равноценными, как в Украине, так и в России. Именно с этого времени Туманов И. Н. доктор педагогических наук и Российской Федерации, и Украины.
В 2013 году, по приглашению ректора Харьковской государственной академии дизайна и искусств проф. Даниленко В. Я., Туманов И. Н. — профессор на кафедре дизайна интерьера. Именно по этой кафедре он, на основании решения Аттестационной коллегии, от 15 декабря 2015 года, получает аттестат профессора.
По состоянию на 2021, Туманов И. Н. — член двух специализированных ученых советов, а именно: К 64.109.01 при Харьковской государственной академии дизайна и искусств и Д 26.053.08 по специальности 13.00.02 — теория и методика обучения (изобразительное искусство) при Национальном университете им. М. П. Драгоманова. Также Туманов И. Н. — член неправительственной Академии Развития Науки.

## Творческий и научный путь

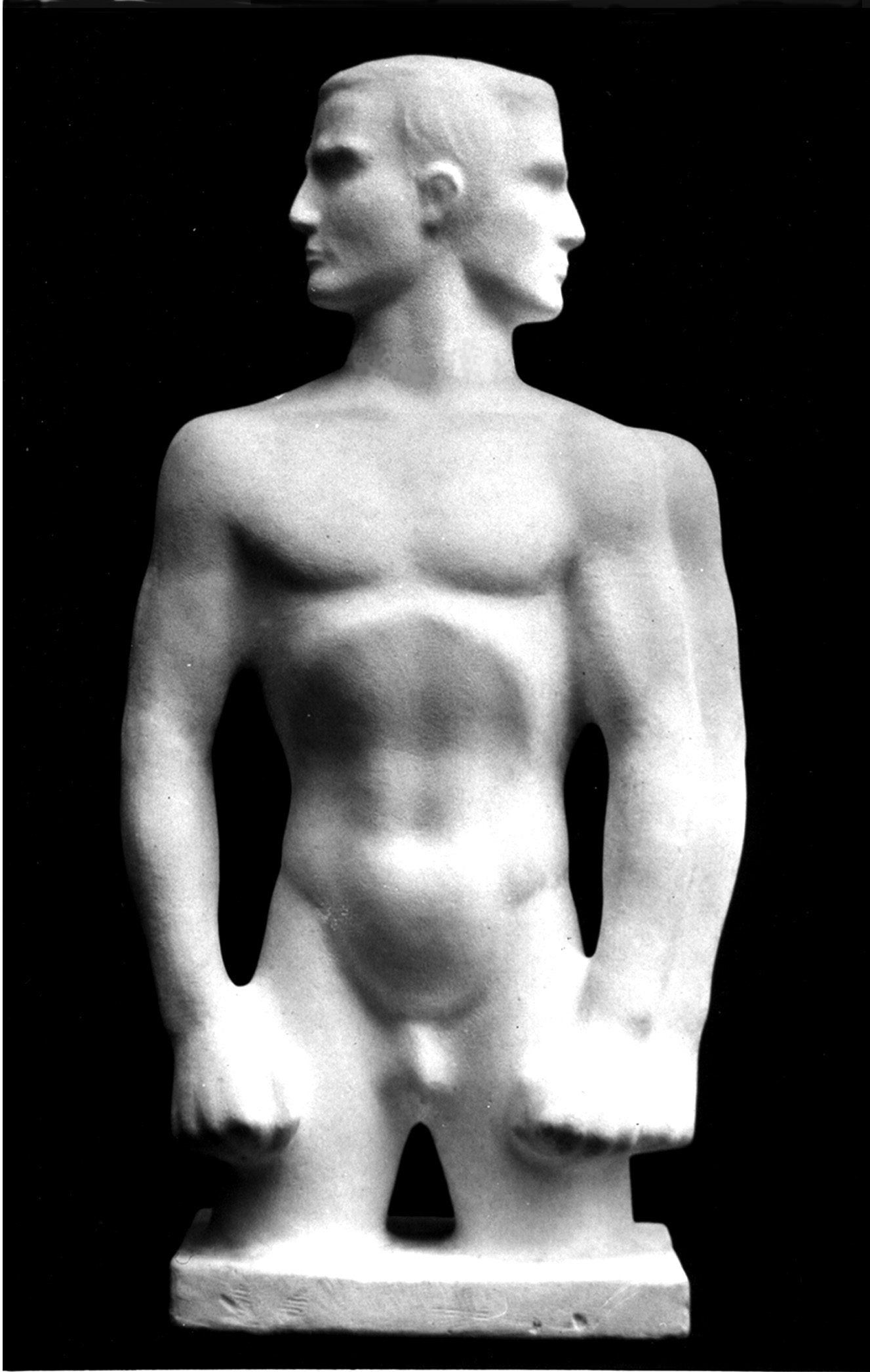
Каратист, Туманов И. Н., 1982 р.

По итогам творческой деятельности определилось, что скульптура, как форма самовыражения, стала призванием Туманова И. Н. Фактически путь скульптора он начал уже во время обучения по специальности «Интерьер и оборудование», а дипломной работой была скульптура, которая проектировалась для сквера перед корпусом счетно-вычислительного центра во Львове, что для выпускника кафедры «Интерьер и оборудование» было явным исключением . Руководителем работы был назначен архитектор — автор упомянутого здания, известный в Украине Мирон Демьянович Вендзилович, консультантом — проф. Дмитрий Петрович Крвавич . Именно они, собственно, и сформировали мировоззрение Туманова И. Н. как скульптора, когда тот был ещё студентом вышеупомянутой кафедры. Также наставниками Туманова И. Н. по дисциплине «скульптура» был известный художник-скульптор: Иван Васильевич Севера, по рисунку — Владимир Ильич Черкасов . Благодаря этим выдающимся художникам и преподавателям Туманов И. Н. выбрал скульптуру как основной вид творческой деятельности.
Работая в Волгоградском педагогическом университете, Туманов И. Н. проявил себя как куратор студенческой научной деятельности на факультете искусств, способствовал её активизации: три студента получили статус «Студент-исследователь». Одна студентка, научным руководителем которой был лично, за работу « Древние образы и символы в декоре народных жилищ России» на Всероссийском конкурсе студенческих исследовательских работ в 2001 г. была награждена медалью «За лучшую научную студенческую работу», а руководитель — дипломом Министерства образования России.
В Украине Туманов И. Н. так же организовывал и способствовал исследовательской работе студентов, результатом которой были их публикации в научных сборниках Украины.

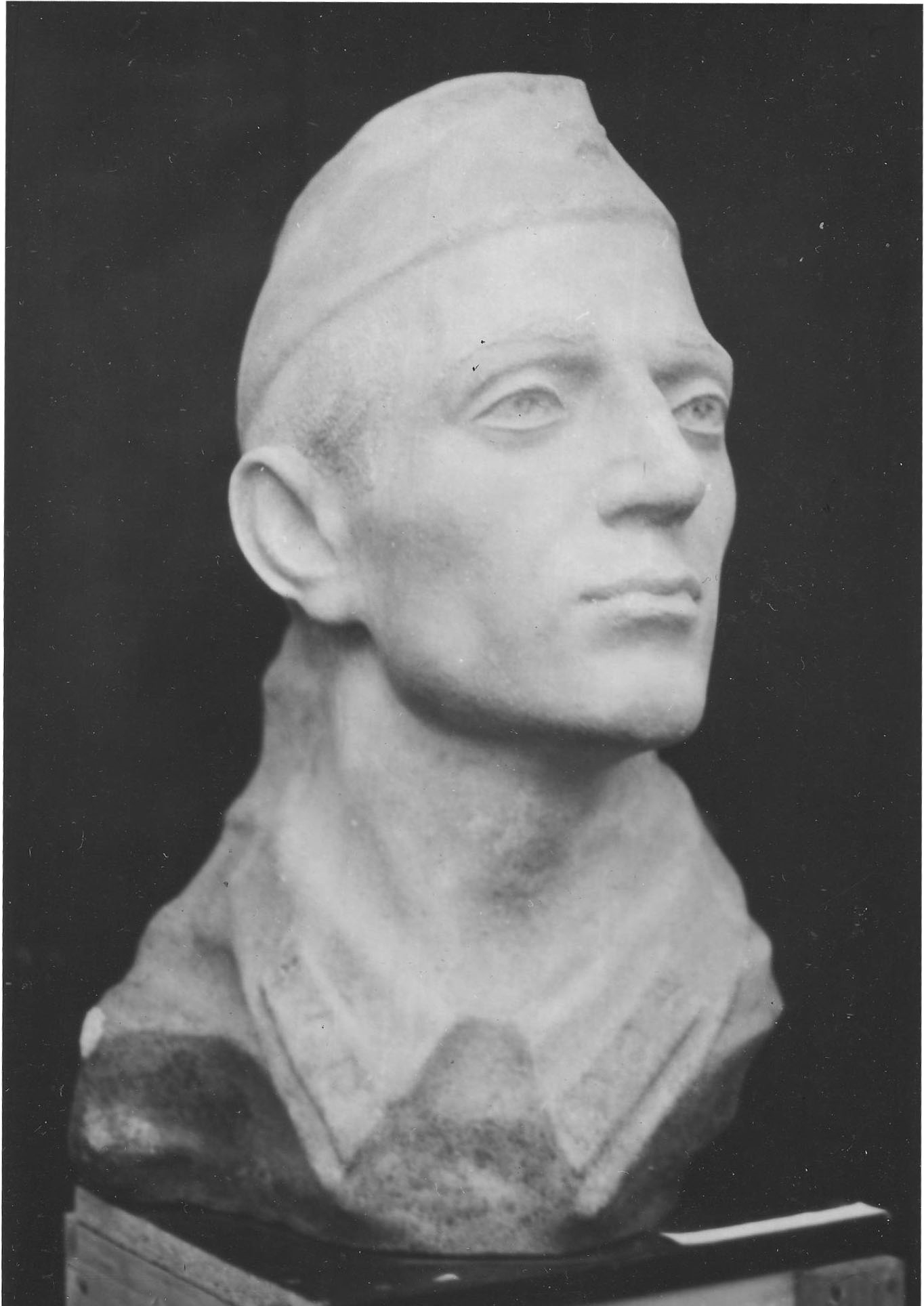
Портрет отца, Туманов И. Н., 1971 г.

Для повышения стандартов обучения был приглашен в Дрогобычский государственный педагогический университет имени Ивана Франко, в котором, также как научный руководитель в подготовил к защите кандидатской диссертации по специальности 26.00.01 — теория и история культуры, ст. преподавателя Михаила Богдановича Сидора, защитившего диссертацию по теме: «Галицкие придорожные часовни второй половины ХIХ — XX веков: культурологический аспект» в 2011 году в Прикарпатском национальном университете имени Василия Стефаника (город Ивано-Франковск), и продолжавшего дело Туманова И. Н. в Дрогобыче .
Работая с аспирантами в Харьковской государственной академии дизайна и искусств, Туманов И. Н. заинтересовался историей Киевской Руси, её символикой, что обусловило появление эссе «Христианизации Руси, татаро-монгольское иго и государственная символика Украины» (рукопись 2019 г.).
Определяя особенности педагогической и творческой деятельности Туманова И. Н., следует отметить, что идейной основой преподавания и создания творческих работ была концепция, в свое время сформулирована французским литературным и художественным критиком Роже Гароди в работе «О реализме без берегов» (1967), суть которой в том, что любое изображение реалистичное и никаких ограничений в создании форм произведения быть не может.
Тем не менее, Туманов И. Н. в ряде научных разработок обосновал утверждение, согласно которому упомянутые «условные берега» в художественном творчестве все же существуют. С одной стороны, одним из «берегов» в «мировой системе отображения реальной действительности» являются работы реалистического, а точнее натуралистического принципа отражения её форм, а с другой — отражение той же действительности с разной степенью стилистической интерпретации в движении к «знак-символ» . Эти формы отображения и являются конкретными «берегами», хотя пространство между ними может быть очень значительным, а часто — необъятным — почти безграничным. Именно это и обусловливает стилистическую свободу в творческом процессе. А чем богаче воображение художника, тем богаче и разнообразнее материальное воплощение его видения. Данная концепция и стала фактически доминантой в дальнейшей как творческой, так и научной деятельности Туманова И. Н.

## Избранные произведения

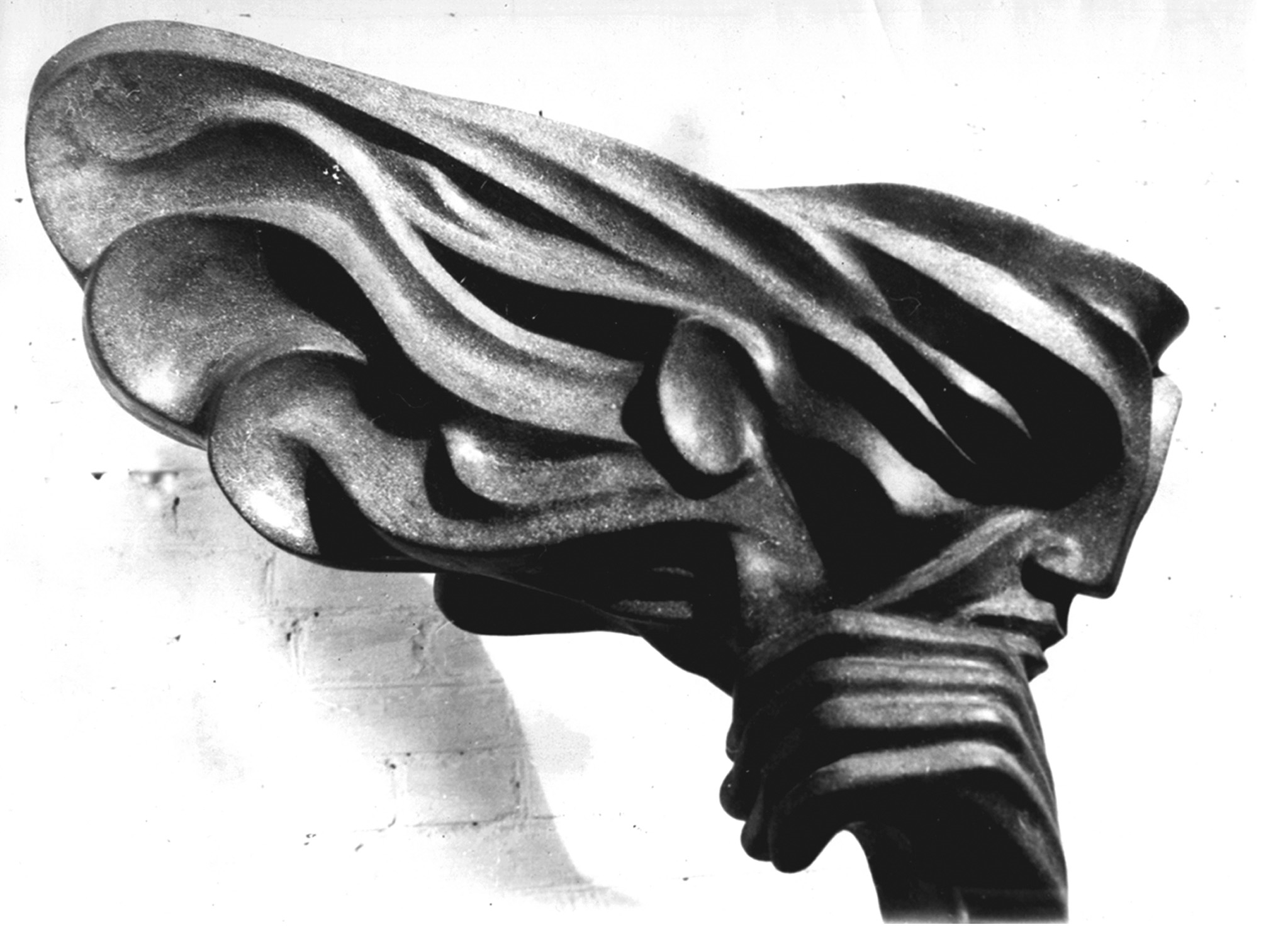
Скульптурная композиция «Мысль», Туманов И. Н., 1969 г.
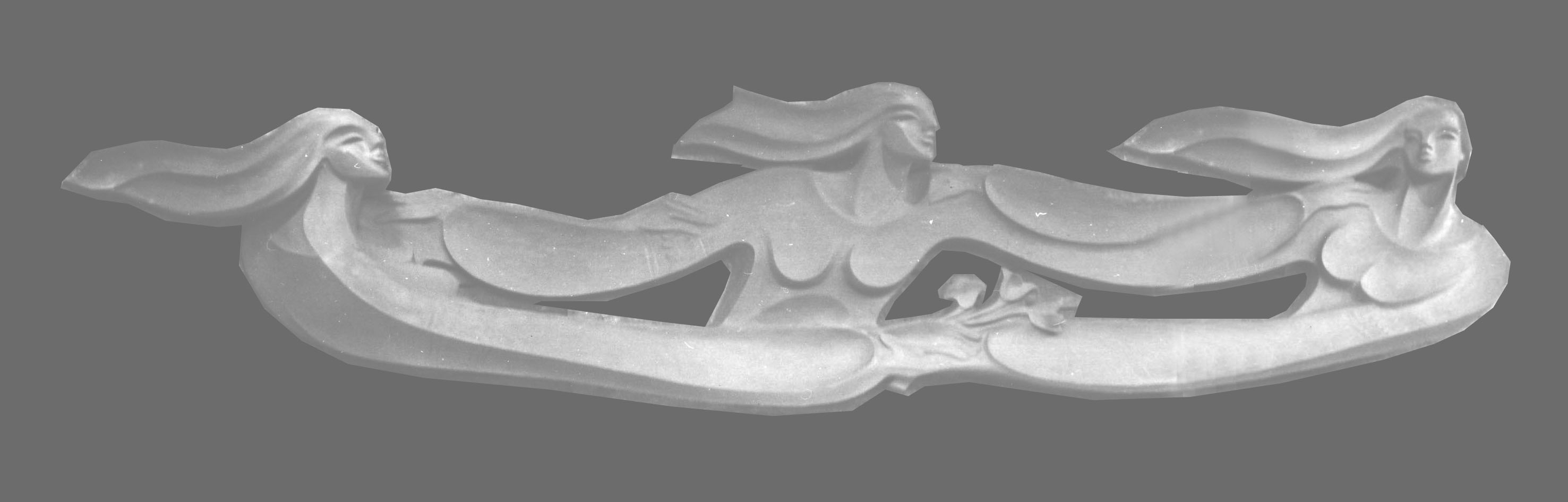
Скульптурная композиция для экстерьера «Танец», Туманов И. Н., 1972 г.
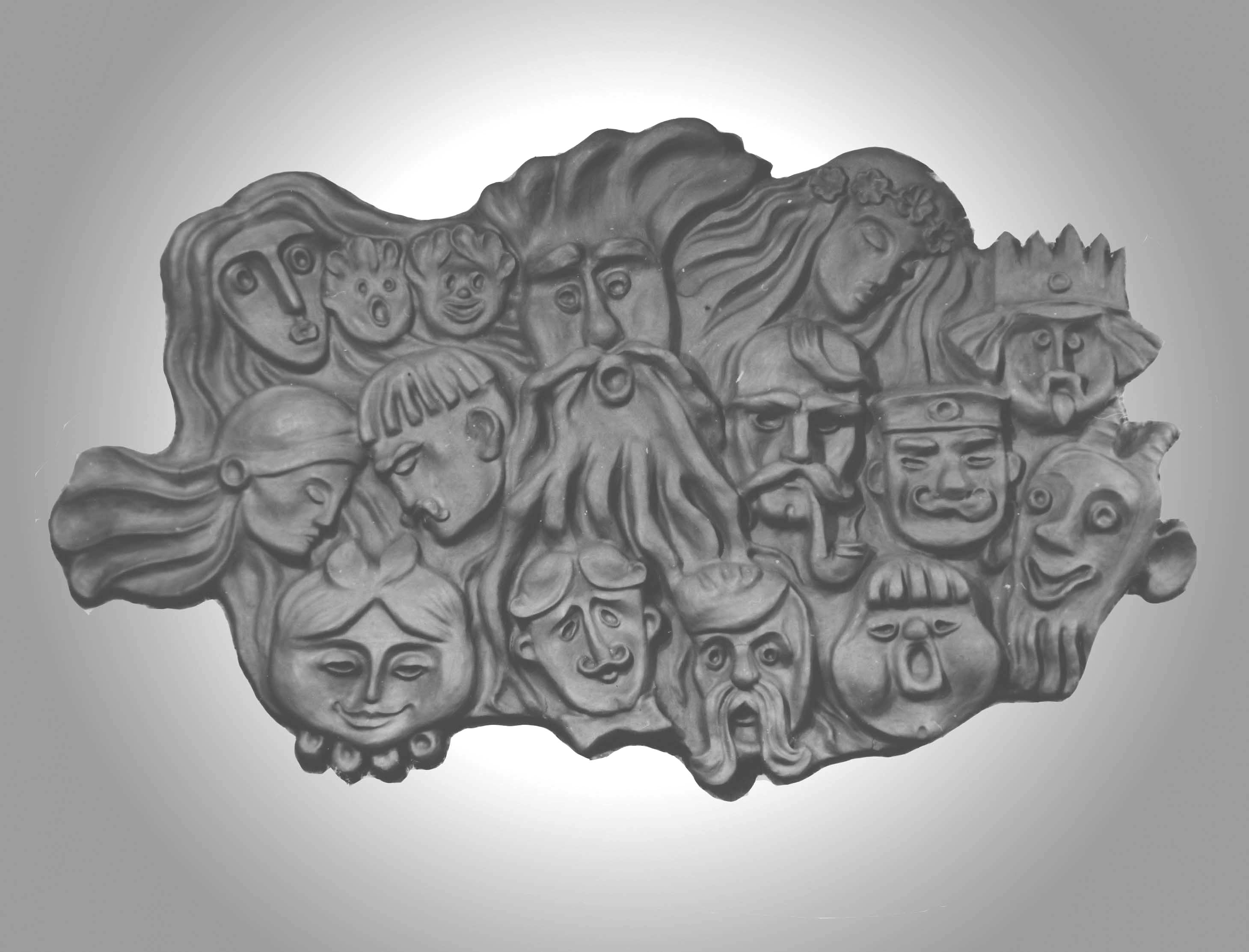
Скульптурная композиция для интерьера по мотивам произведений Леси Украинки, Туманов И. Н., 1972 г.
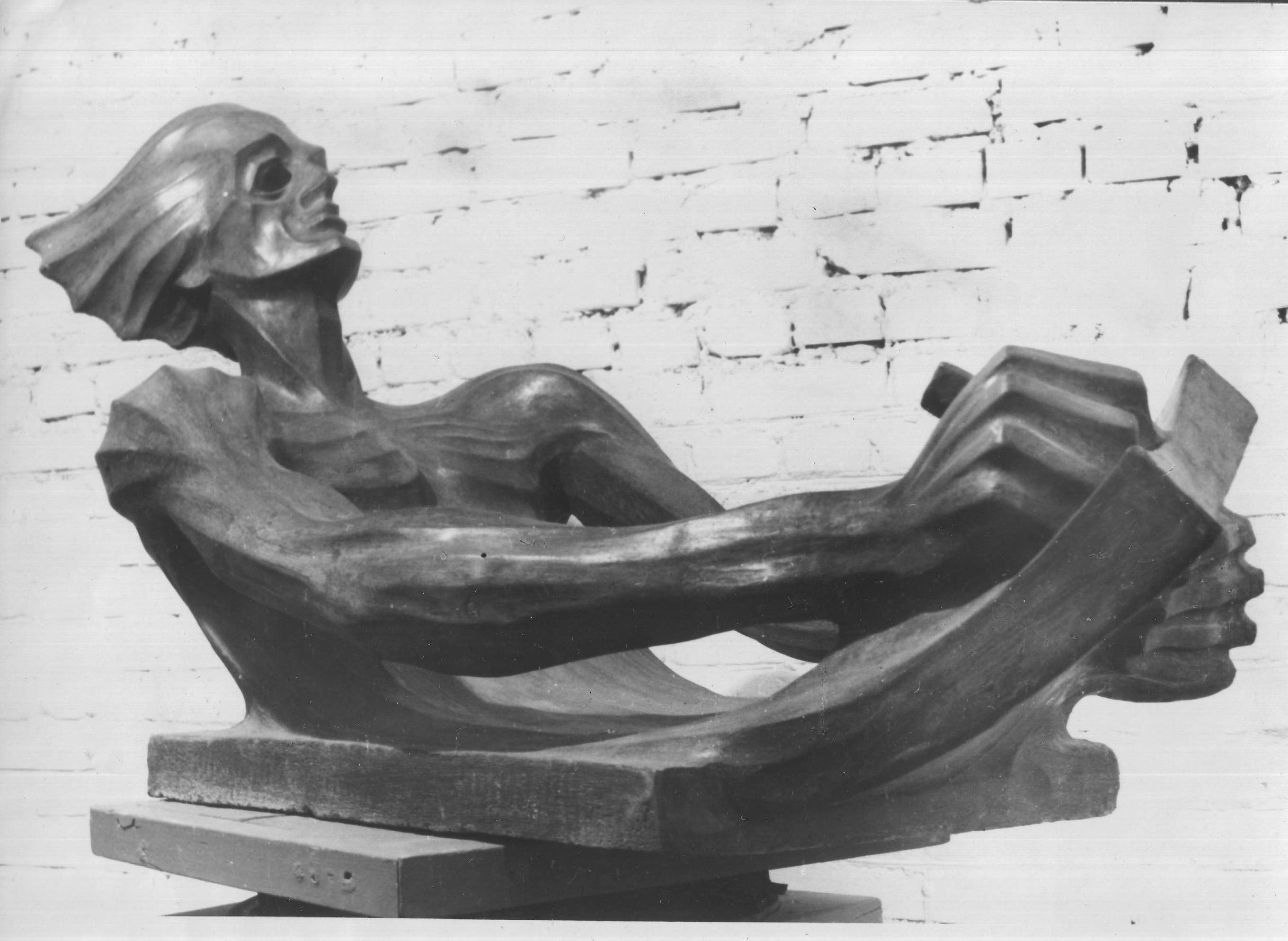
Скульптурный портрет Островского Н. А., Туманов И. Н., 1973 г.
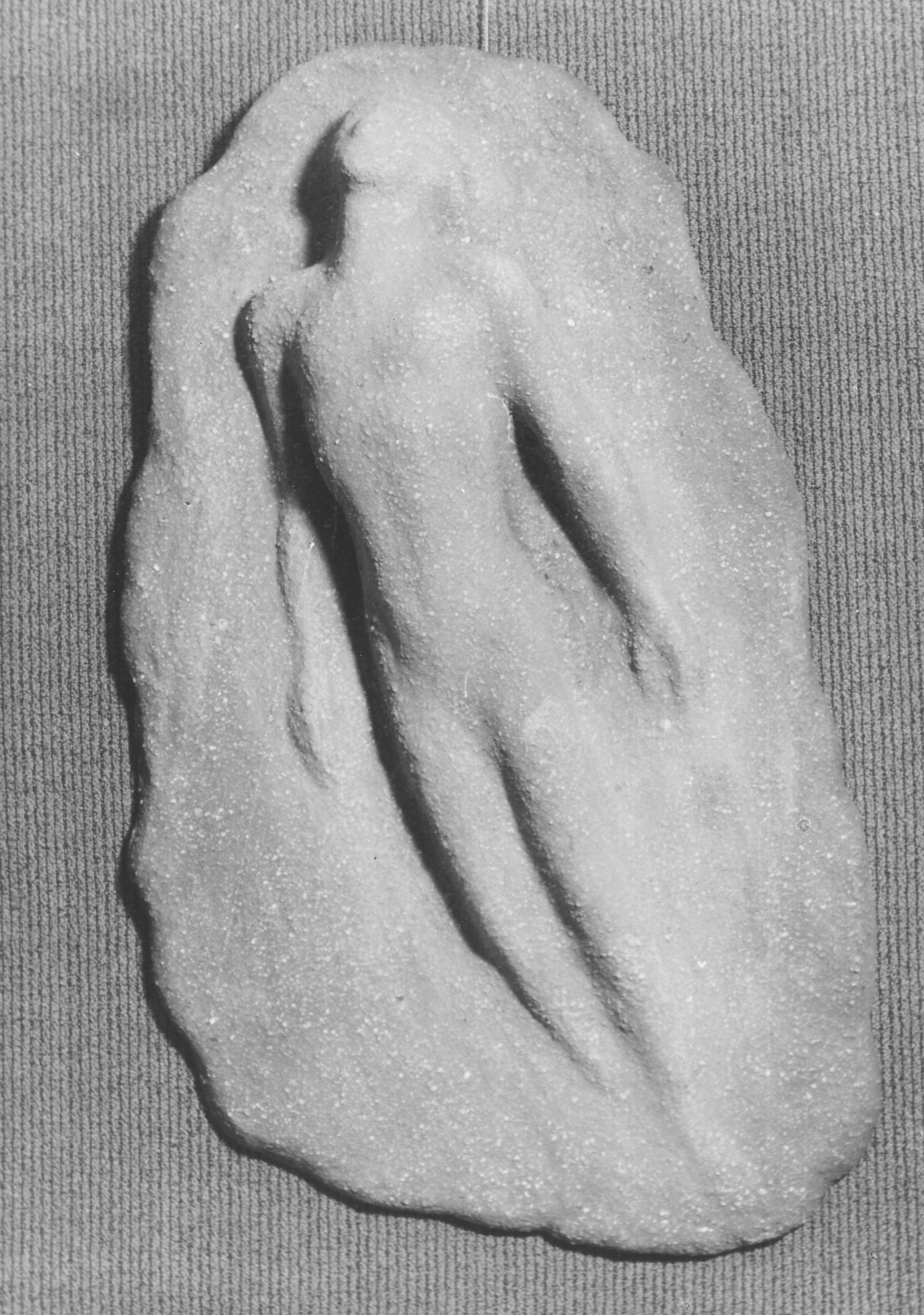
Скульптурная композиция «Друд», Туманов И. Н., 1974 г.
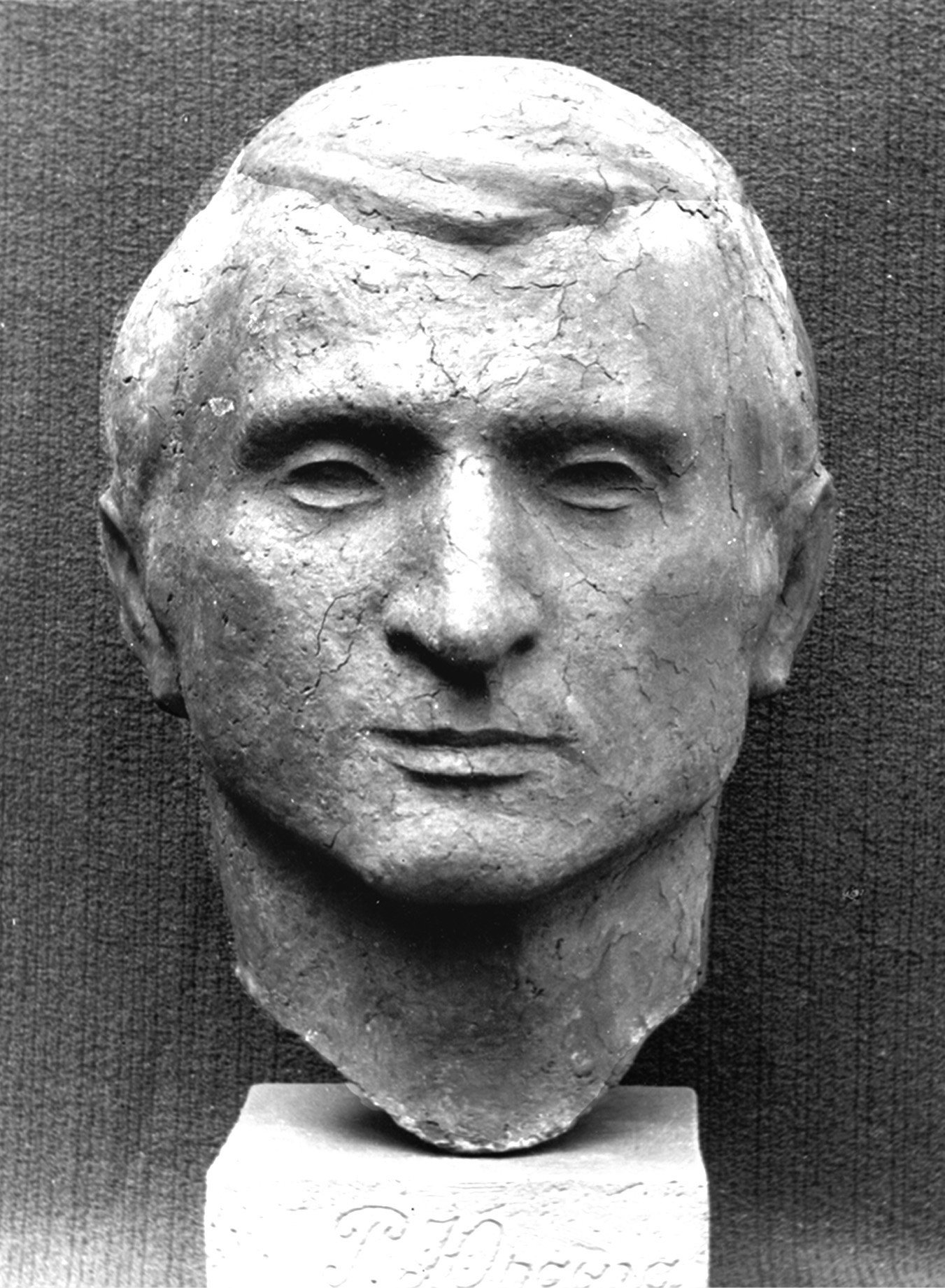
Скульптурный портрет, Туманов И. Н., 1976 г.
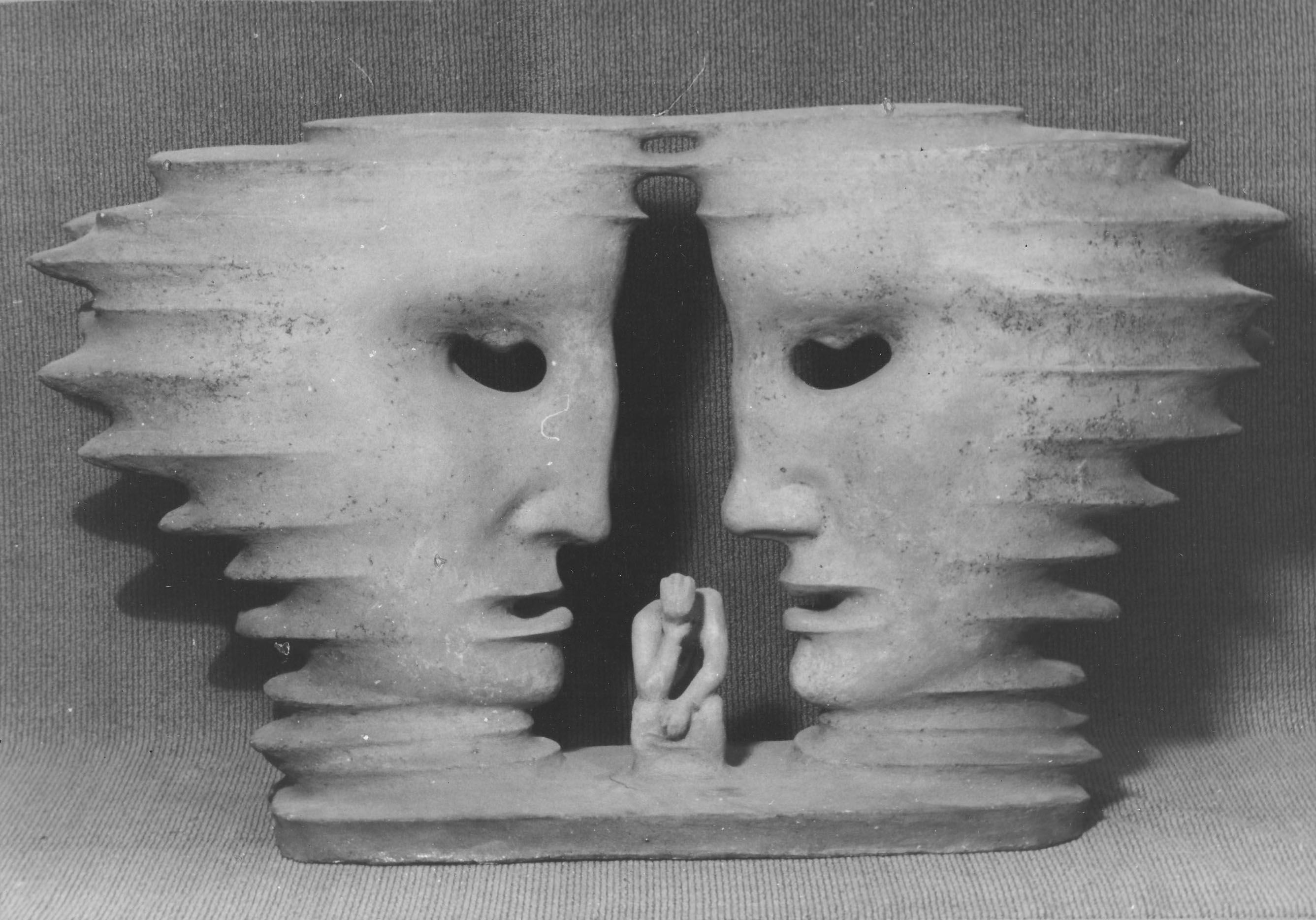
Скульптурная композиция «Противостояние», Туманов И. Н., 1983 г.
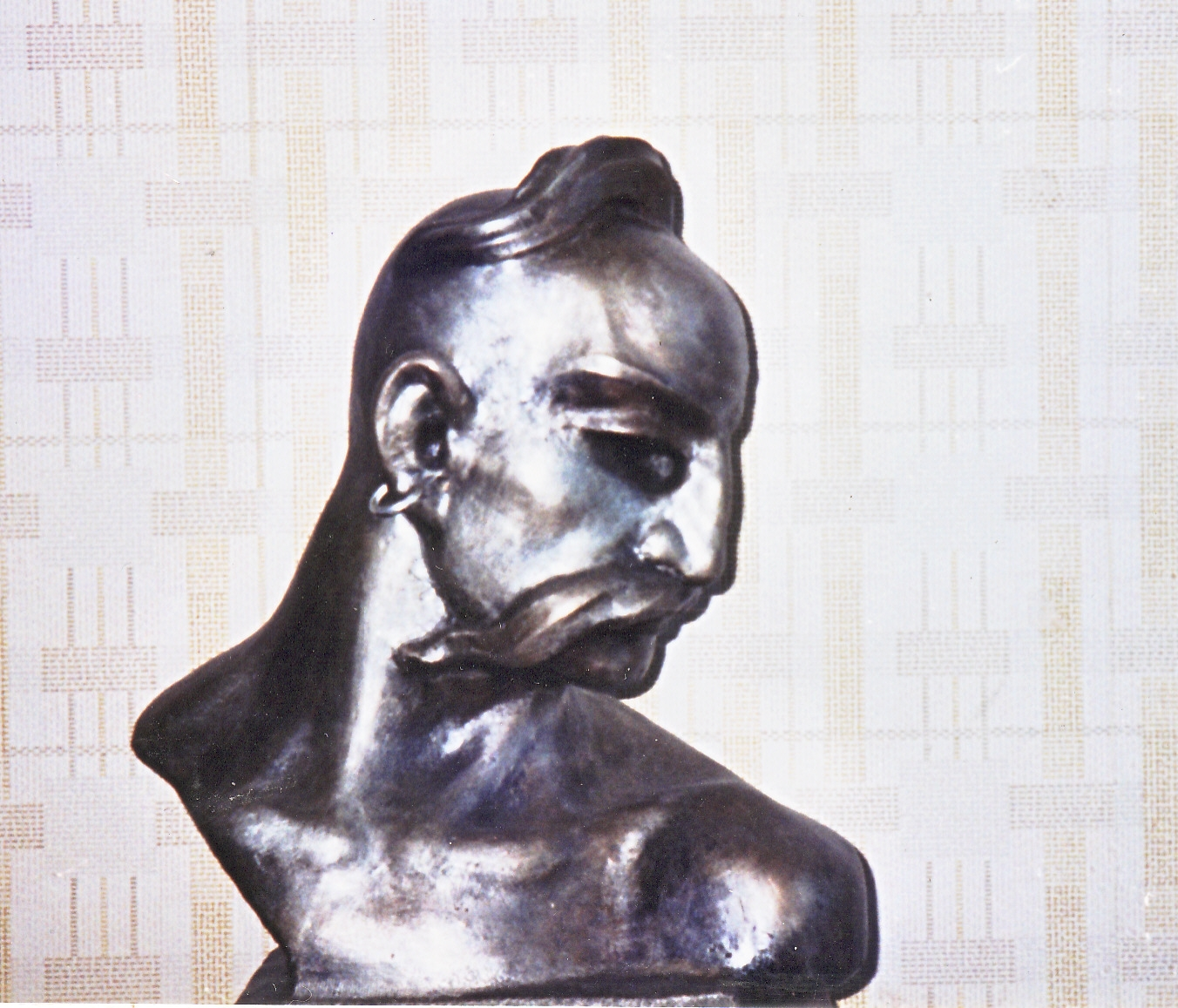
Скульптурный образ «Запорожец» Туманов И. Н., 2006 г.